# Lanius nubicus
L'averla mascherata (Lanius nubicus, Lichtenstein, 1823) è un uccello passeriforme della famiglia dell'averla (Laniidae). Nidifica nell'Europa sud-orientale e dell'estremità orientale del Mediterraneo, con un popolazione separata nell'Iraq orientale e nell'Iran occidentale. È un uccello migratore, sverna principalmente nell'Africa nord-orientale. Sebbene sia un migratore a corto raggio, le migrazioni si verificano altrove, compresa l'Europa nord-occidentale. È il membro più piccolo del suo genere, dalla coda lunga e dal becco uncinato. Il maschio ha le parti superiori prevalentemente nere, con il bianco sulla corona, sulla fronte e sul supercilium (caratteristica del piumaggio sulla testa in alcune specie di uccello) e grandi macchie bianche sulle spalle e sulle ali. La gola, i lati del collo e le parti inferiori sono bianchi, con fianchi e petto arancioni. La femmina ha una colorazione più opaca del maschio, con parti superiori nere brunastre e un tono grigio o camoscio sulle spalle e sulle parti inferiori. Il "giovane" ha le parti superiori grigio-marroni con una fronte più chiara e barrata dalla testa alla groppa, parti inferiori bianco sporco barrate e ali marroni a parte le macchie primarie bianche. I richiami della specie sono brevi e stridenti, ma il canto ha componenti melodiche simili a quelle dei silvidi.
Il suo habitat preferito è tipicamente un bosco aperto con cespugli e alcuni grandi alberi. È meno appariscente dei suoi parenti, evita le campagne molto aperte e spesso di appollaia in luoghi meno esposti. Il nido è un coppa ordinata costruita su un albero da entrambi gli adulti e la covata è generalmente di 4-6 uova, che vengono incubate dalla femmina per 14-16 giorni fino alla schiusa. I pulcini vengono nutriti da entrambi i genitori fino all'involo, che avviene dopo 18-20 giorni, e rimangono dipendenti dagli adulti per circa 3-4 settimane dopo aver lasciato il nido. L'averla mascherata si nutre principalmente di grossi insetti, occasionalmente di piccoli vertebrati; a volte impala la sua preda su spine o su un filo spinato. Le popolazioni stanno diminuendo in alcune parti dell'areale europeo, ma non abbastanza rapidamente da sollevare seri problemi di conservazione. La specie viene, quindi, classificata dall'Unione Internazionale per la conservazione della natura come a rischio minimo.

## Tassonomia
Le averle sono una famiglia di passeriformi snelli e dalla coda lunga, la maggior parte dei suoi membri appartengono al genere Lanius, le tipiche averle. Sono uccelli dal collo corto con ali arrotondate e una punta uncinata sul becco. Le affiliazioni dell'averla mascherata con altri membri del genere sono incerte; l'averla "marrone" (averla bruna, dorsorosso e isabellina) e specie tropicali come il fiscale somalo sono state, entrambe, suggerite come possibili parenti. L'averla mascherata non ha una sottospecie.
L'averla mascherata fu descritta dall'esploratore e naturalista tedesco Martin Lichtenstein nel 1823 con il suo attuale nome scientifico. Lanius significa "macellaio" ederiva dall'abitudine delle averle di infilzare le prede, che ricorda un macellaio che appende carcasse,e nubicus significa "nubiano" (dall'Africa nord-orientale). L'uccello fu descritto in modo indipendente dallo zoologo olandese Coenraad Temminck nel 1824 come Lanius personatus, dal latino personatus "mascherato", riferendosi, come il nome, all'aspetto dell'uccello, ma è stato preferito il nome più antico. Un sinonimo successivo del 1844 fu L. leucometopon dal greco leukos, "bianco", e metopon, "fronte", che descriveva una caratteristica del modello distintivo della testa. "Shrike", nome inglese dell'averla, deriva dalle grida stridule emessa da questa famiglia, e il nome comune "uccello-macellaio" si riferisce ancora una volta al caratteristico deposito di prede, ed è in uso dal 1668.

## Descrizione

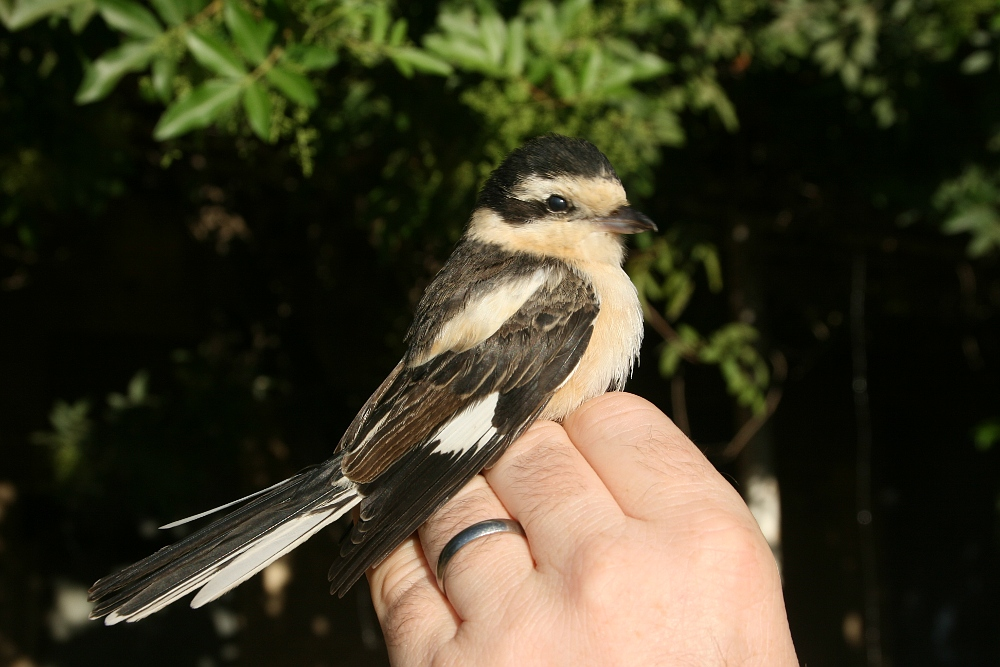
Femmina di averla mascherata in Israele.

L'averla mascherata è il più piccolo del suo genere, un uccello snello che di solito pesa 20-23 g (0,71-0,81 pollici), misura 17-18,5 cm (6,7-7,3 pollici) di lunghezza con un 24-26,5 cm (9,4-10,4 pollici) ) apertura alare. Ha una coda lunga e un becco relativamente piccolo, su ogni lato del quale c'è un dente tomiale, ovvero il tagliente del becco; la mandibola superiore porta una cresta triangolare che si adatta ad una corrispondente tacca nella mandibola inferiore. Questo adattamento si trova altrimenti solo nei falchi.
Il maschio ha parti superiori prevalentemente nere, corona, fronte e supercilium bianchi. Ci sono grandi macchie bianche sulle spalle e sulle primarie e anche le penne della coda più esterne sono bianche. La gola, i lati del collo e le parti inferiori sono bianchi, con arancio sui fianchi e sul petto. L'iride è marrone, il becco è nero e le zampe sono marrone scuro o nere.
La femmina è una versione più opaca del maschio, con parti superiori bruno-nere e una sfumatura grigia o color cuoio sulle zone bianche delle spalle e sulle parti inferiori. Il giovane ha parti superiori grigio-marroni con barre più scure dalla testa alla groppa, fronte grigio più chiaro, parti inferiori bianco sporco barrate e ali marroni con macchie primarie bianche.
Le averle mascherate sono molto simili nell'aspetto alle averle chiacchiere, ma sono più piccole, più snelle e con la coda più lunga. Gli adulti delle due specie sono facilmente distinguibili, poiché l'averla mascherata ha il capo bianco e il groppone scuro, mentre l'averla ricciola ha la corona nera, la nuca rugginosa e il groppone bianco. I giovani sono più simili, ma l'averla mascherata ha la coda più lunga, la faccia più chiara e il dorso e la groppa grigi, mentre l'averla piccola ha il dorso sabbioso e la groppa grigio chiaro.
I giovani "desquamano" la testa, il corpo e alcune penne delle ali poche settimane dopo l'involo, e gli adulti hanno una muta completa dopo la riproduzione. In entrambi i casi, se il processo non è completo al momento della migrazione, viene sospeso e completato nei luoghi di svernamento.

### Voce
L'averla mascherata emette i richiami aspri tipici di questa famiglia, con note ripetute di tsr , tzr o shek e qualche fischio, e quando allarmato produce un crepitante krrrr . Il becco può essere spezzato quando l'uccello è agitato. Il canto, lungo fino a un minuto, è morbido per un'averla, con suoni chiacchieroni intervallati da ricchi gorgheggi. Assomiglia ai canti delle specie Hippolais , in particolare all'uccello dell'olivo. In rare occasioni, i maschi possono cantare in volo.

## Distribuzione e habitat

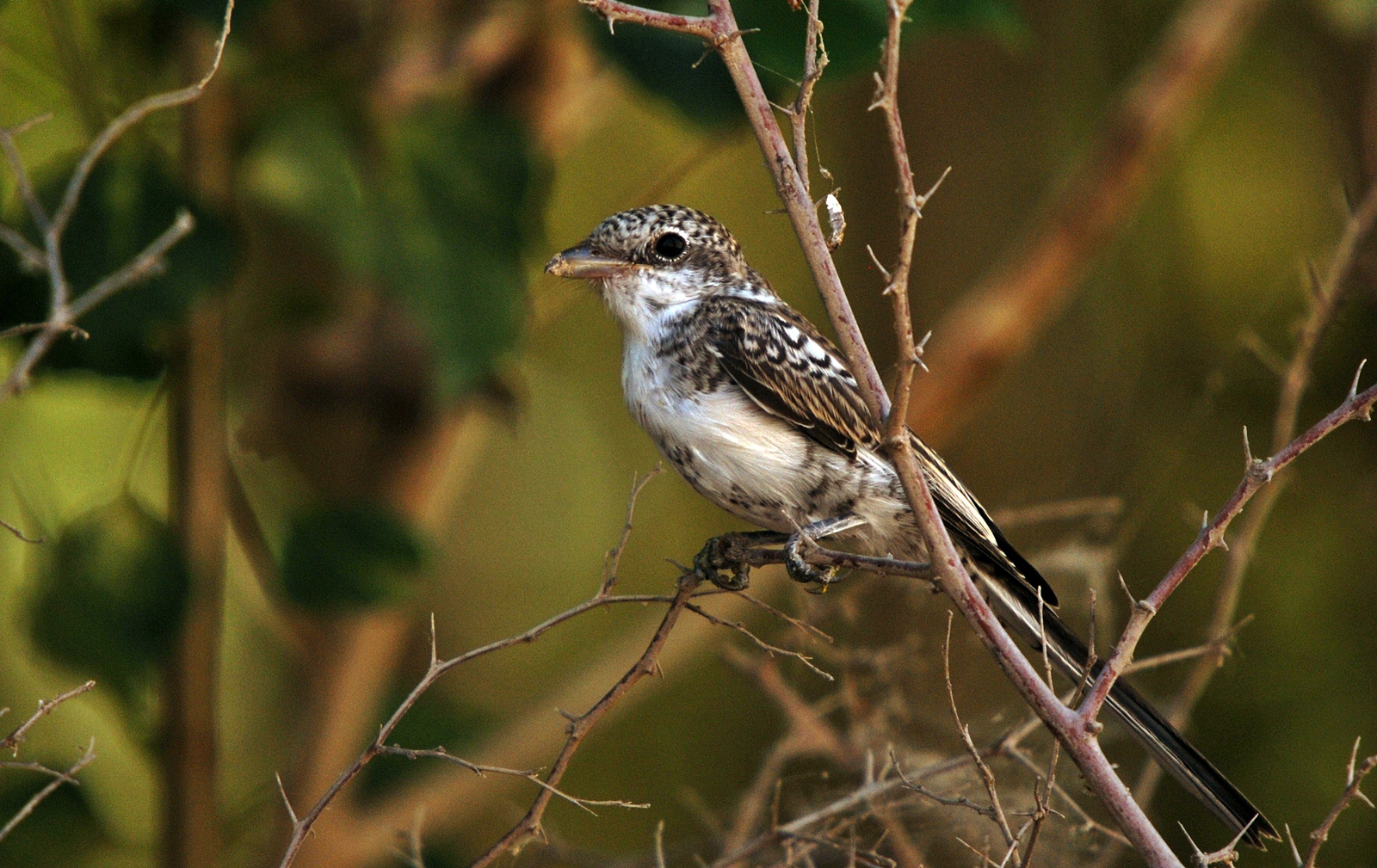
Averla mascherata, giovane

L'averla mascherata nidifica nei Balcani e nell'Asia occidentale: Bulgaria meridionale, Repubblica orientale della Macedonia settentrionale, Grecia nord-orientale e alcune isole greche, Turchia, Cipro e dalla Siria a sud fino a Israele. Nidifica anche nell'Iraq orientale e nell'Iran occidentale. L'areale a est è incerto e potrebbe includere l'Afghanistan e l'Arabia Saudita settentrionale. È migratore, sverna a sud del Sahara, principalmente in Ciad, Sudan ed Etiopia. Numeri più piccoli si trovano da ovest a est del Mali e della Nigeria, e nel nord del Kenya e nel sud dell'Arabia Saudita. La maggior parte degli uccelli lascia le aree di riproduzione alla fine di agosto e settembre e torna a nord a febbraio e marzo.
Questa specie è vista in Egitto, Giordania e Israele molto più spesso in primavera che in autunno, suggerendo che il movimento meridionale potrebbe essere concentrato più a est. Gli uccelli manterranno piccoli territori su circa 0,5 ettari (1,2 acri) durante la migrazione e, a differenza di altri averla, possono riunirsi in numero significativo.  Più di 100 sono stati visti in una località in Israele, con cinque in un unico cespuglio. Questa averla si è verificata come vagabondo in Algeria, Finlandia, Kenya, Libia, Spagna, Svezia, Turkmenistan e Mauritania. Almeno tre individui sono stati documentati in Gran Bretagna, e due individui in Armenia.
L'habitat preferito dell'averla mascherata è un bosco aperto con cespugli e alcuni grandi alberi. A differenza dei suoi parenti, evita le campagne molto aperte e poco vegetate. Questa specie utilizza anche frutteti e altri terreni coltivati con alberi secolari adatti o grandi siepi. Normalmente si trova in aree più boscose rispetto all'averla simpatrica. Si verifica in pianura e in collina fino a 1.000 m (3.300 piedi). In alcune zone la riproduzione avviene ad altitudini maggiori, fino a 2.000 m (6.600 piedi). Può presentarsi nei giardini e nei resort durante la migrazione, e in inverno preferisce di nuovo l'aperta campagna con cespugli spinosi e grandi alberi come l'acacia o l'eucalipto introdotto.

## Comportamento
L'averla mascherata è una specie solitaria tranne durante la migrazione. Mantiene un territorio di riproduzione di 2-5 ha (5-12 acri) ed è territoriale anche nei terreni di svernamento, difendendo un'area di circa 3 ha (7 acri). Sebbene non abbia paura degli umani, è aggressivo nei confronti della sua stessa specie e di altri uccelli che violano il suo territorio. La maggior parte delle altre averle utilizza rami alti ed esposti durante tutto l'anno, ma l'averla mascherata utilizza solo luoghi ben visibili all'inizio della stagione riproduttiva, altrimenti sceglie luoghi più bassi e più riparati.Si appollaia in posizione eretta, alzando spesso la coda, e ha un volo facile e agile.  Un'averla mascherata è stata registrata come finta ferita quando intrappolata, solo per tornare alla normalità quando la minaccia si è ritirata.

### Allevamento

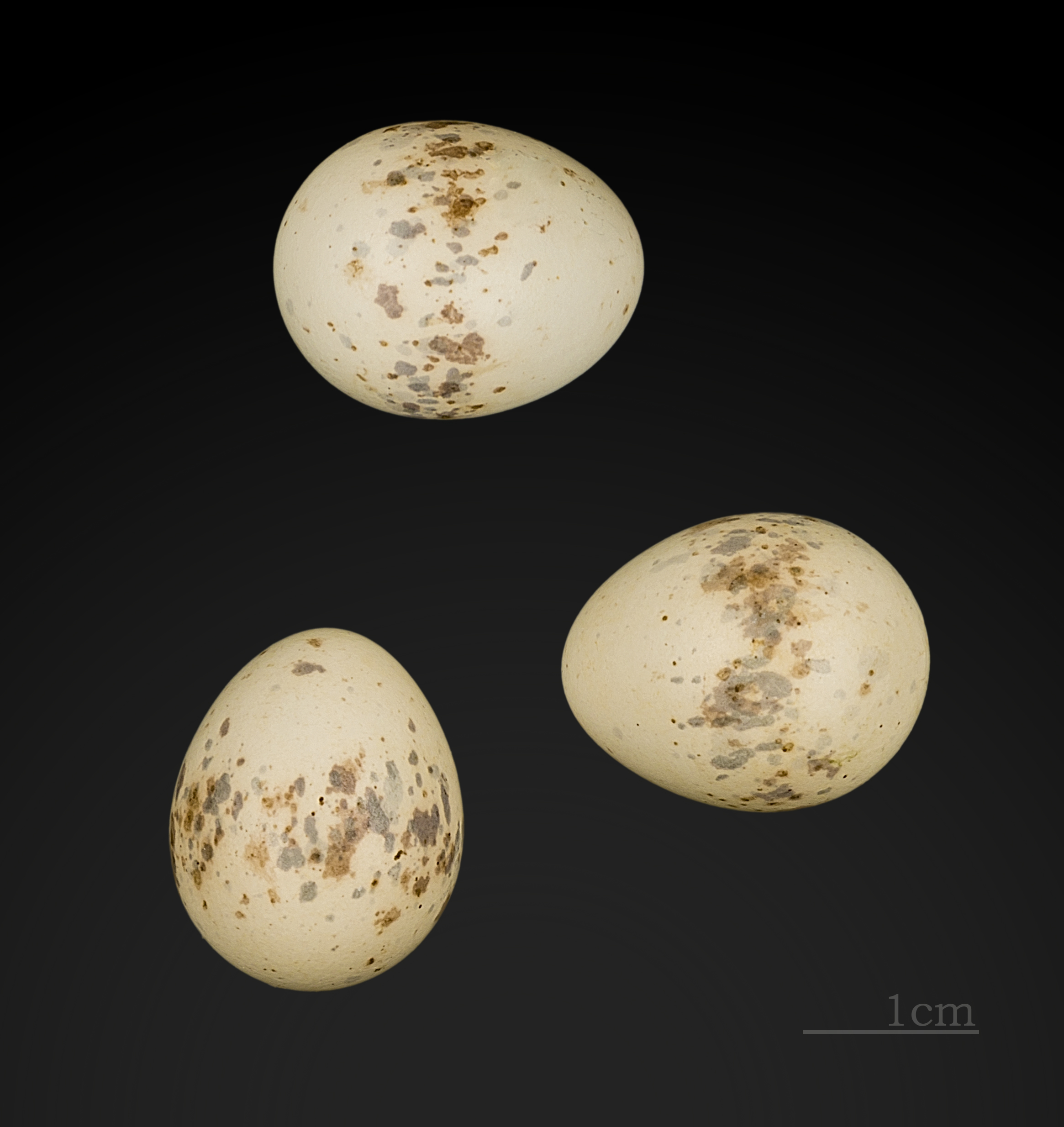
Uova di averla mascherata

I maschi di averla mascherata cantano dai posatoi nei loro territori dall'inizio di aprile, a volte inseguendo o gareggiando vocalmente con i maschi vicini. L'esibizione di corteggiamento del maschio, solitamente accompagnata dal canto, inizia con l'uccello che si appollaia eretto e agita le ali su un trespolo esposto, ed è seguito dall'averla che scende dal ramo e si inchina, sia in movimento che mentre è temporaneamente fermo. Il maschio può anche dare un'esibizione di volo svolazzante e zigzagante. La femmina a volte viene nutrita dal suo compagno mentre si accovaccia con le ali spiegate e dà l'elemosina. Elementi dell'esibizione sono condivisi con altre averle, ma l'abbassamento e l'inchino in movimento sembrano essere limitati a questa specie.
Il nido, costruito da entrambi i sessi, è una piccola e ordinata coppa di radichette, steli e ramoscelli, foderata di lana o pelo, e ornata esternamente di licheni. È costruito su un albero a 1,5–10 m (4,9–32,8 piedi) dal suolo e ha una larghezza media di 170 mm (6,7 pollici) e una profondità di 65 mm (2,6 pollici), con la coppa larga 75 mm (3,0 pollici) e una profondità di 35 mm (1,4 pollici). Le uova vengono deposte da aprile a giugno, principalmente a maggio in pianura e circa un mese dopo in montagna. Le covate sostitutive vengono deposte a giugno o luglio se il nido fallisce e le seconde covate sembrano essere comuni almeno in alcune aree. Il primo nido viene distrutto dalla coppia per fornire materiale per un tentativo di riproduzione sostitutivo. Le uova hanno una dimensione media di 20 mm × 16 mm (0,79 × 0,63 pollici) e sono di colore variabile, con uno sfondo grigio, crema o giallo, macchie grigie diffuse e un anello di segni marroni. La covata normale è di 4-6 uova, che vengono incubate dalla femmina per 14-16 giorni fino alla schiusa. I pulcini lanuginosi altriziali, quelle precoci, vengono nutriti da entrambi i genitori fino a quando non si impennano 18-20 giorni dopo. Dipendono dagli adulti per circa 3-4 settimane dopo aver lasciato il nido.  L'averla mascherata si riproduce nel suo primo anno, ma la sua durata media di vita è sconosciuta.
I predatori vertebrati di giovani uccelli includono gatti e corvi. Questa specie può anche essere infettata da parassiti, come una zecca, Hyalomma marginatum,  e almeno due specie di parassiti del sangue Haemoproteus.

### Alimentazione
Come i suoi parenti, l'averla mascherata caccia da un trespolo, tipicamente alto 3–8 m (10–26 piedi), sebbene di solito in luoghi meno esposti rispetto a quelli preferiti dalla maggior parte degli altri averli. La preda viene solitamente catturata da terra, ma occasionalmente viene raccolta dal fogliame o catturata in aria con un agile volo simile a un pigliamosche . L'uccisione può essere impalata su spine o filo spinato come "dispensa" per il consumo immediato o successivo. Poiché i passeriformi hanno gambe relativamente deboli, l'impalamento trattiene il cadavere mentre viene smembrato. Un tempo si pensava che questo comportamento fosse mostrato principalmente dai maschi di averla nella stagione riproduttiva, ma non è così. È noto che le averle mascherate di entrambi i sessi impalano in inverno e durante la migrazione. I singoli uccelli possono essere molto docili, seguendo un giardiniere o nutrendosi vicino a un osservatore.
L'averla mascherata si nutre principalmente di grossi insetti, sebbene vengano catturati anche altri artropodi e piccoli vertebrati. L'averla ingrassa prima della migrazione, ma in misura minore rispetto agli altri passeriformi perché può nutrirsi lungo la strada, a volte portando con sé altri migratori stanchi. Nonostante le sue dimensioni relativamente ridotte, l'averla mascherata è stata registrata come specie mortale come la sterpazzola minore e il piccolo rondone.  I vertebrati vengono uccisi da colpi di becco alla parte posteriore della testa e i denti tomiali vengono quindi utilizzati per separare le ossa del collo.

## Stato
L'Unione internazionale per la conservazione della natura stima che la popolazione europea dell'averla mascherata sia compresa tra 105.000 e 300.000 individui, suggerendo un totale globale di 142.000-600.000 uccelli. Sebbene la popolazione sembri in declino, la diminuzione non è abbastanza rapida da attivare i criteri di vulnerabilità IUCN. Il gran numero e l'ampio raggio di riproduzione di circa 353.000 km 2 (136.000 miglia quadrate), significano che questo averla è classificato dalla IUCN come meno preoccupante.
I numeri sono diminuiti negli ultimi decenni in Europa, sebbene Bulgaria, Grecia e Cipro abbiano ancora diverse migliaia di coppie nidificanti. La Turchia è una roccaforte con un massimo di 90.000 paia. La specie sta diminuendo in Grecia e Turchia a causa della perdita di habitat e si pensa che una forte diminuzione in Israele sia dovuta ai pesticidi. In Somalia, questo uccello è ora raro. Gli uccelli migratori vengono uccisi nei paesi intorno al Mediterraneo orientale, nonostante la protezione legale nella maggior parte dei paesi, e c'è una certa persecuzione degli uccelli nidificanti in Grecia e Siria, dove questa specie è considerata sfortunata. Ci sono indicazioni che questo averla si stia adattando alle piantagioni invece che ai boschi naturali, il che potrebbe aiutare le popolazioni a lungo termine.